# Teresa (film, 1970)
Pour les articles homonymes, voir Teresa.
Pour plus de détails, voir Fiche technique et Distribution.
Teresa est un film français réalisé par Gérard Vergez, tourné en 1970 et sorti en 1971 d'après une pièce de Natalia Ginzburg qu'il avait déjà mise en scène au théâtre,.

## Synopsis
Une Romaine se confie longuement à une étudiante qui vient lui louer une chambre. Celle-ci, d'abord amusée par son interlocutrice, se lie d'amitié avec elle. Elle se prend d'intérêt pour Lorenzo, le mari de Teresa qui l'avait abandonnée, et en tombe amoureuse, ce qui conduira Teresa à la tuer.

## Fiche technique
Sauf indication contraire, les informations mentionnées dans cette section peuvent être confirmées par la base de données cinématographiques IMDb,  présente dans la section « Liens externes ».
- Titre : Teresa
- Réalisationr : Gérard Vergez
- Scénario : Natalia Ginzburg (pièce originale), Michel Arnaud et Gérard Vergez (adaptation)
- Photographie : Roger Fellous
- Montage : Monique Kirsanoff
- Décors : Françoise Darne
- Musique : Vladimir Cosma
- Producteur : François de Lannurien
- Sociétés de production : Les Films de l'Épée, Les Productions FDL, ORTF, Orpham Productions
- Lieu de tournage : Rome, Italie
- Pays d'origine :  France
- Langue : français
- Format : couleur (Eastmancolor), 35 mm, son mono
- Durée : 88 minutes
- Date de sortie : 
  - France : 14 avril 1971

## Distribution
Sauf indication contraire, les informations mentionnées dans cette section peuvent être confirmées par la base de données cinématographiques IMDb,  présente dans la section « Liens externes ».
- Suzanne Flon : Teresa, la logeuse
- Anne Doat : Elena, l'étudiante
- Robert Rimbaud : Lorenzo
- Pierre Richard (homonyme à ne pas confondre avec l'acteur né en 1934) : le célibataire
- Jeanne Allard